# ناحیه قویی‌چیرچیق
ناحیهٔ قویی‌چیرچیق و یا ناحیهٔ چیرچیق پایین (به ازبکی: Quyi Chirchiq tumani، قویی‌چیرچیق تومنی)  یک ناحیه در ازبکستان است که در ولایت تاشکند واقع شده‌است. ناحیه قویی چرچیق ۵۶۰ کیلومتر مربع مساحت و ۱۱۵٬۹۰۰نفر جمعیت دارد.